# Красноорловское сельское поселение (Тюменская область)
Красноорловское се́льское поселе́ние — муниципальное образование в Армизонском районе Тюменской области Российской Федерации.
Административный центр — село Красноорловское.

## История
Статус и границы сельского поселения установлены Законом Тюменской области от 5 ноября 2004 года № 263 «Об установлении границ муниципальных образований Тюменской области и наделении их статусом муниципального района, городского округа и сельского поселения».

## Население
| 2010 | 2011 | 2012 | 2013 | 2014 | 2015 | 2016 |
| ---- | ---- | ---- | ---- | ---- | ---- | ---- |
| 572  | ↘571 | ↘558 | ↘552 | ↘537 | ↘511 | ↘500 |
| 2017 | 2018 | 2019 | 2020 | 2021 | 2023 |      |
| ↘498 | ↘495 | ↘470 | ↘462 | ↘454 | ↘435 |      |

## Состав сельского поселения
| № | Населённый пункт | Тип населённого пункта       | Население |
| - | ---------------- | ---------------------------- | --------- |
| 1 | Забошное         | деревня                      | ↘54       |
| 2 | Кировская        | деревня                      | ↘24       |
| 3 | Красноорловское  | село, административный центр | ↘391      |
| 4 | Няшино           | деревня                      | ↘74       |
| 5 | Октябрьская      | деревня                      | ↘29       |